# Tortuga careta
La tortuga careta o tortuga babaua (Caretta caretta) és una tortuga marina de l'ordre dels quelonis i de la família dels quelònids que viu a les mars tropicals i subtropicals i es troba amb freqüència a la Mediterrània, on sempre havia estat molt abundant.

## Taxonomia
Carl von Linné va ser el primer a donar-li un nom binomial, Testudo caretta, en 1758.
Durant els dos segles següents, van sorgir trenta-cinc altres noms, entre els quals el nom de Caretta caretta suggerit per Leonhard Stejneger l'any 1902. La classificació subespecífica de C. caretta és objecte de debat, però la majoria dels autors considera que és una sola espècie polimòrfica. Estudis de genètica molecular van confirmar que existeix hibridació entre Caretta Caretta i tortuga bastarda, la tortuga carei y la tortuga verda. Encara que no s'ha determinat el grau d'hibridació natural, hi ha informes d'una segona generació d'híbrids, que suggereixen que alguns híbrids són fèrtils.

## Hàbitat
C. caretta passa la major part de la seva vida al mar i en aigües costaneres poc profundes. Poques vegades puja a la costa, a excepció de breus visites de les femelles per excavar nius i dipositar els seus ous. Els nounats viuen en capes flotants d'algues Sargassum, mentre adults i joves viuen al llarg de la plataforma continental, així com als estuaris costaners poc profunds.
A l'oceà Atlàntic nord-occidental, l'edat influeix la preferència per al tipus d'hàbitat. Els joves es troben més sovint als estuaris poc profunds i tenen menys accés al mar obert en comparació dels adults que no nien. Fora de la temporada de cria, viuen en aigües marines amb temperatures superficials que oscil·len entre 13,3 °C i 28,0 °C. Per a les femelles imbricadores les temperatures apropiades oscil·len entre 27°C i 28°C.
Les tortugues joves comparteixen el seu hàbitat al Sargassum amb fins a 100 espècies d'animals diferents, algunes de les quals constitueixen la seva dieta. Algunes de les preses, com formigues, mosques, pugons, celífers  i coleòpters són transportades pel vent a aquestes zones. Entre les endèmiques es troben els percebes, petites larves de cranc, fresa de peixos i colònies de hidrozous.
Mamífers marins i peixos comercials, com la tonyina, la llampuga i les cirvies, també habiten a les capes de Sargassum.

### Distribució
Caretta caretta té una distribució cosmopolita i es reprodueix en el rang geogràfic més ampli de totes les tortugues marines. Habita a l'oceà Atlàntic, Índic, Pacífic i al mar Mediterrani.
A l'oceà Atlàntic, la concentració més grossa es produeix al llarg de la costa sud-est d'Amèrica del Nord i al golf de Mèxic. N'hi ha molt poques que visquin al llarg de les costes atlàntiques europees i africanes. El lloc de nidificació més freqüentat és Florida, amb més de 67.000 nius anualment. Les zones de nidificació s'estenen des del nord de Virgínia fins al sud del Brasil i tant a l'est com a Cap Verd. Les illes de Cap Verd són l'únic lloc de nidificació significatiu al costat oriental de l'Atlàntic. A l'Atlàntic, la zona per buscar aliments s'estén des del Canadà fins al Brasil.
A l'oceà Índic, busca aliment al llarg de les costes d'Àfrica, de la península Aràbiga i del Mar d'Aràbia.Al llarg de la costa africana, nia des de l'arxipèlag de Bazaruto a Moçambic fins a l'estuari del Santa Llúcia a Sud-àfrica. El lloc de nidificació més important de l'oceà Índic és Oman, a la península Aràbiga, que alberga al voltant de 15.000 nius i representa la segona zona de nidificació de tortugues babaues al món. La costa d'Austràlia Occidental és una altra àrea de nidificació notable, amb 1.000-2.000 nius per any.
A l'oceà Pacífic, viuen en zones temperades i tropicals. S'alimenten al mar de la Xina Oriental, al Pacífic sud-occidental i al llarg de la península de Baixa Califòrnia. Les principals zones de nidificació es troben a l'est d'Austràlia i al Japó; la Gran Barrera de Corall es considera una important zona de nidificació. Ocasionalment, nien a Vanuatu i Tokelau. L'illa de Yakushima és el lloc més important, amb tres zones de nidificació visitades pel 40 % de totes les tortugues babaues de la zona. Després de la nidificació, les femelles solen buscar aliment al mar de la Xina Oriental, mentre que la zona de bifurcació de l'extensió del corrent de Kuroshio ofereix importants zones d'alimentació per als nounats i juvenils. Les poblacions del Pacífic oriental es concentren a la costa de Baixa Califòrnia, on l'ascens d'aigües oceàniques crea zones d'alimentació per a les tortugues juvenils i subadultes. Al llarg de la conca del Pacífic oriental, els llocs de nidificació són rars.
L'anàlisi del polimorfisme de la seqüència de l'ADNmt i els estudis de seguiment suggereixen que el 95 % de la població al llarg de la costa del Pacífic d'Amèrica neix a les illes japoneses del Pacífic occidental. Les tortugues són transportades pels corrents predominants al llarg de tota la longitud del Pacífic nord, en una de les rutes migratòries més llargues entre els animals marins. Es va sospitar durant molt de temps l'existència del viatge de retorn a les platges natals al Japó, tot i que creuen aigües clares amb poques oportunitats d'alimentació. La primera prova de l'existència d'aquest viatge de retorn prové d'una femella adulta anomenada Adelita, equipada amb un dispositiu de seguiment per satèl·lit, que va fer un viatge de 14.500 km a través del Pacífic des de Mèxic el 1996. Adelita va ser el primer animal que es va seguir mentre creuava una conca oceànica.
El mar Mediterrani és una guarderia per a les joves tortugues, així com un lloc comú per als adults durant la primavera i els mesos d'estiu. Gairebé el 45 % de la població juvenil del Mediterrani prové de l'oceà Atlàntic. Les zones d'alimentació es troben principalment al mar d'Alborán i al mar Adriàtic.
La principal zona de nidificació del Mediterrani és Grècia, amb més de 3.000 nius per any. Les costes de Xipre i Turquia també són llocs de nidificació comuns.

### Història evolutiva
Tot i que no es disposa de proves concretes, les tortugues marines actuals probablement tenen un avantpassat comú que es remunta fins al període Cretaci. Com totes—excepte la tortuga llaüt—, la tortuga babaua pertany a l'antiga família Cheloniidae, que va aparèixer fa 40 milions d'anys. D'entre les sis espècies de Cheloniidae existents, la tortuga babaua està més estretament relacionada amb la tortuga bastarda, la tortuga golfina i la tortuga carei que amb la tortuga plana i la tortuga verda.
Fa aproximadament tres milions d'anys, durant el Pliocè, Centreamèrica va emergir del mar, aïllant els corrents marins entre l'Atlàntic i l'Indo-Pacífic. El desviament dels corrents oceànics va provocar canvis climàtics i la Terra va entrar en un cicle glacial. L'aflorament d'aigua freda al voltant del cap de Bona Esperança i la reducció de la temperatura de l'aigua al cap d'Hornos van formar barreres d'aigua freda que van impedir la migració de les tortugues. Això va provocar l'aïllament complet de les poblacions de l'Atlàntic i del Pacífic.
Durant l'última Edat de Gel, les platges del sud-est d'Amèrica del Nord eren massa fredes per als ous de les tortugues marines. A mesura que la Terra va començar a escalfar-se, les tortugues babaues van ampliar la seva àrea de distribució cap al nord, colonitzant les platges septentrionals. A causa d'això, les tortugues que nien entre Carolina del Nord i el nord de Florida representen una població genèticament diferent de les del sud de Florida.
Les diferents poblacions de tortugues babaues presenten diferències genètiques i característiques úniques. Per exemple, les tortugues babaues del Mediterrani són més petites, de mitjana, que les de l'oceà Atlàntic. Les tortugues babaues de l'Atlàntic Nord i del Mediterrani són descendents de colonitzadors originaris de Maputaland, a Sud-àfrica, i els gens d'aquests colonitzadors sud-africans encara són presents en les poblacions actuals.

## Anatomia i morfologia
La tortuga babaua és la tortuga amb closca dura més gran del món. Els adults pesen de 65 a 107 kg i tenen una longitud de 82 a 109 cm. El pes màxim registrat és de 545 kg i la longitud màxima de la closca és de 213 cm. El cap i la part superior de la closca poden variar de color, des del groc-taronja fins al marró-rogenc, mentre que el plastró (part inferior) sol ser de color groc pàl·lid. El coll i els costats de la tortuga són marrons a la part superior i grocs als laterals i la part inferior
La cuirassa serveix com a armadura externa, tot i que les tortugues babaues no poden retractar-hi el cap ni les potes. Es divideix en dues seccions: El caparrot (o closca) i el plastró. La closca està composta per grans plaques o escuts. Normalment, 11 o 12 parells d’escuts marginals envolten el caparrot. Cinc escuts vertebrals recorren la línia mitjana del caparrot, envoltats per cinc parells d’escuts costals. L’escut nucal es troba a la base del cap. El caparrot es connecta amb el plastró mitjançant tres parells d’escuts inframarginals. El plastró està format per escuts aparellats: gulars, humerals, pectorals, abdominals, femorals i anals.Habitualment presenten epibionts adherits a la closca.
El dimorfisme sexual de C. caretta només és evident en els adults. Els mascles adults tenen cues i urpes més llargues que les femelles. El plastró dels mascles és més curt que el de les femelles, presumiblement per acomodar la cua més gran. El caparrot dels mascles és més ample i menys bombat que el de les femelles, i solen tenir el cap més gran. No és possible determinar el sexe dels juvenils i subadults per la seva anatomia externa, sinó mitjançant dissecció, laparoscòpia (una operació realitzada a l’abdomen), examen histològic (anatomia cel·lular) i assajos radioimmunològics (estudi immunològic amb radiomarcatge).
Les glàndules lacrimals, situades darrere de cada ull, permeten mantenir un equilibri osmòtic eliminant l’excés de sal ingerit amb l’aigua de mar. A terra, l’excreció de l’excés de sal dona la falsa impressió que la tortuga està plorant.

## Ecologia i comportament
Les tortugues observades tant en captivitat com a la natura són més actives durant el dia. En captivitat, les activitats quotidianes es divideixen entre nedar i descansar al fons de l'aquari. Durant el descans, estenen les potes davanteres fins a la posició de natació mitjana. Romanen immòbils, amb els ulls oberts o mig tancats, i són fàcilment alertades mentre es troben en aquest estat. A la nit, els exemplars en captivitat dormen en la mateixa posició, però amb els ulls completament tancats, i reaccionen amb més lentitud.
Passen fins al 85% del dia submergides, amb els mascles sent bussejadors més actius que les femelles. La durada mitjana de les immersions és de 15-30 minuts, però poden romandre submergides fins a quatre hores. Juvenils i adults tenen diferents mètodes de natació. Els juvenils mantenen les extremitats anteriors pressionades contra els costats del closca i es propulsen amb cops de les potes posteriors. A mesura que maduren, aquest mètode de natació es reemplaça progressivament per l'alternança de les extremitats, que és el mètode emprat pels adults, i en depenen completament a partir de l'any de vida.
La temperatura de l'aigua afecta el metabolisme de les tortugues marines. Temperatures entre 13 i 15°C indueixen  a la letargia. Quan la temperatura baixa fins a aproximadament 10°C, adopta una postura flotant i queda atordida pel fred. No obstant això, els juvenils són més resistents al fred i no es queden atordits fins que les temperatures cauen per sota dels 9°C. La migració permet evitar l'exposició al fred. Temperatures d'aigua més altes provoquen un augment del metabolisme i del ritme cardíac. La temperatura corporal augmenta més ràpidament en aigües càlides que no pas es redueix en aigües fredes; el seu màxim tèrmic crític és actualment desconegut.
Tot i que l'agressió entre femelles és molt rara entre els vertebrats marins, és força comuna entre les tortugues babaues. L'agressió ritualitzada va des d'una postura de amenaça passiva fins al combat. Els conflictes entre femelles es produeixen principalment per l'accés a les zones d'alimentació. L'escalada del conflicte segueix generalment quatre etapes. En primer lloc, el contacte inicial es produeix per estímuls visuals o tàctils. En segon lloc, es produeix la confrontació, que comença amb moviments circulars amplis. L'agressió activa comença quan una de les tortugues deixa de circular i afronta directament l'adversària. En tercer lloc, es desencadena el combat quan les tortugues es mosseguen les mandíbules. L'etapa final implica la separació, ja sigui mútua, amb les dues tortugues nedant en direccions oposades, o bé quan una de les tortugues persegueix l’altra fins a foragitar-la de la zona disputada.
L'escalada de l'agressió és determinada per diversos factors, com els nivells hormonals, el desgast energètic, els resultats esperats i la importància del territori. En totes les etapes, una cua vertical indica voluntat d’escalar el conflicte, mentre que una cua enroscada indica submissió. Atès que un nivell elevat d'agressió és metabòlicament costós i potencialment debilitant, és molt més probable que el conflicte només s'intensifiqui quan hi hagi accés a bones zones d'alimentació. També s'ha observat agressió en captivitat. Sembla que les tortugues són animals territorials, i mostren un comportament agressiu cap a altres tortugues babaues, i fins i tot cap a altres espècies de tortugues marines.

### Depredadors

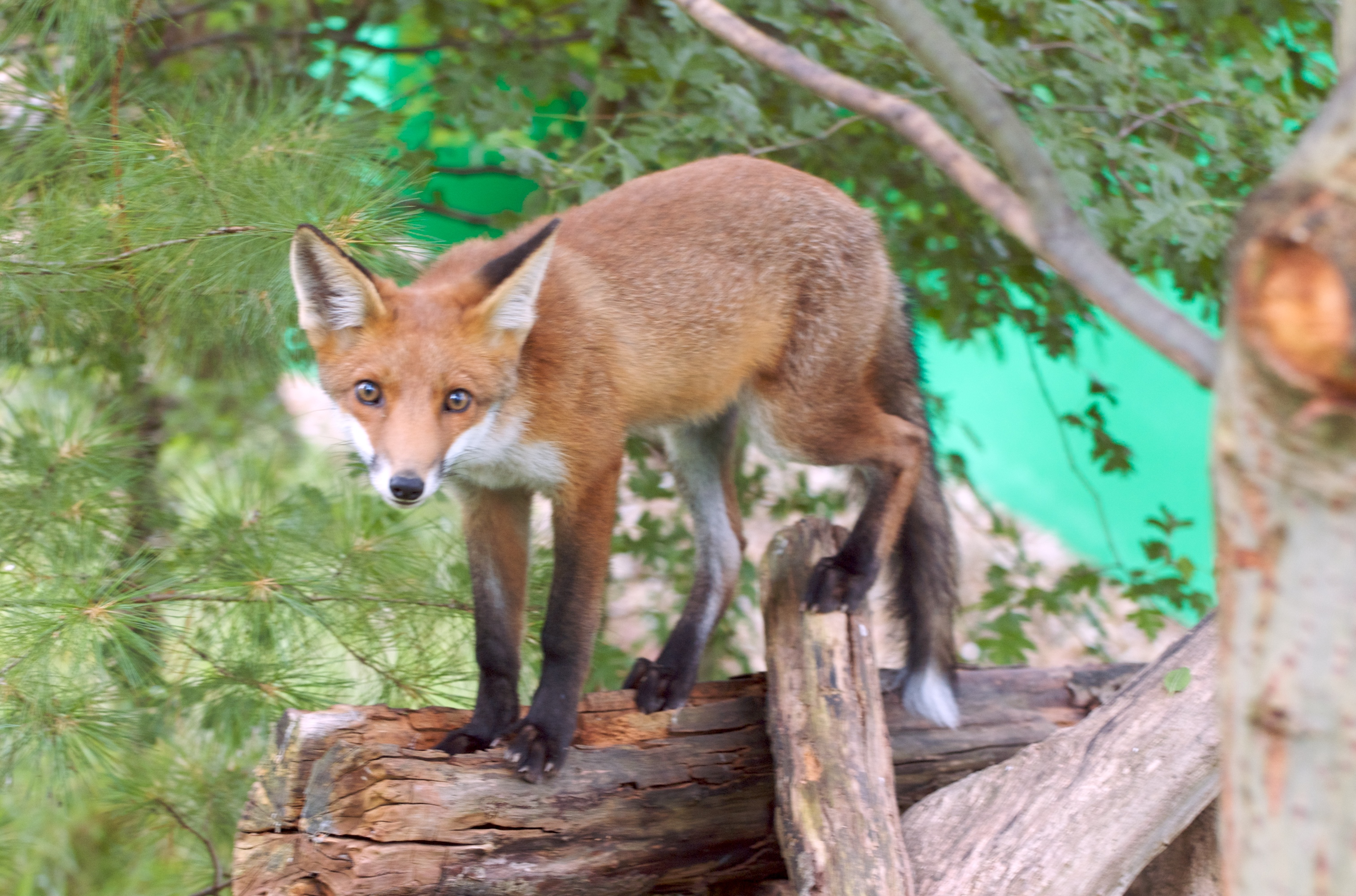
La guineu vermella és un depredador dels nius de la tortuga babaua a Austràlia.

La tortuga babaua té nombrosos depredadors, especialment en les primeres etapes de la seva vida. Els depredadors d'ous i nounats inclouen cucs oligoquets, escarabats, larves de mosques, formigues, mosques de la carn, crancs, serps, gavines, còrvids, opòssums, ossos, rates, armadillos, mustèlids, mofetes, cànids, prociònids, gats, porcs i éssers humans. Durant la migració des dels nius fins al mar, les cries són depredades per larves de dípters, crancs, gripaus, llangardaixos, serps, ocells com les fregates i altres aus, i mamífers.
A l’oceà, els depredadors dels nounats inclouen peixos com el peix lloro i les morenes, així com crancs portúnids. És més rar que els adults siguin atacats a causa de la seva gran mida, però poden ser presa de taurons, lleons marins i orques. Fins al 40% de les femelles nidificants tenen ferides probablement causades per atacs de taurons. Les femelles que ponen ous són atacades per mosques de la carn, gossos salvatges i éssers humans. Els mosquits dels pantans salats també poden molestar les femelles durant la posta.
A Austràlia, la introducció de la guineu vermella (Vulpes vulpes) pels colons anglesos al segle xix, va provocar una reducció significativa de les poblacions de C. caretta. Durant la dècada de 1970, la depredació dels ous de tortuga va destruir fins al 95% de totes les postes en una secció costanera de l'est d'Austràlia. S’ha aconseguit reduir aquest impacte mitjançant una campanya agressiva per eliminar les guineus durant els anys 1980 i 1990. Tanmateix, s'estima que no es recuperarà completament fins al 2020 a causa de les pèrdues tan dràstiques.
Al llarg de la costa sud-est dels Estats Units, l'os rentador (Procyon lotor) és el depredador més destructiu dels llocs de nidificació. A algunes platges de Florida es van registrar taxes de mortalitat de gairebé el 100% de totes les postes d’una temporada. Això es va atribuir a l'augment de la població del ratpenat rentador, que ha prosperat en entorns urbans. Els esforços per protegir els llocs de nidificació cobrint-los amb una malla metàl·lica han reduït significativament l’impacte de la depredació dels ous per part d’aquests animals.
A Bald Head Island, a Carolina del Nord, es van utilitzar caixes de malla metàl·lica per cobrir els nius confirmats i evitar que fossin excavats per guineus vermelles i altres depredadors.
Una nova preocupació associada amb la protecció mitjançant materials d’acer és la possible interferència amb el desenvolupament normal del sentit magnètic dels neonats a causa de l’ús de filferro ferrós,que podria afectar la capacitat de navegació de les tortugues. S’estan fent esforços per trobar un material no magnètic que impedeixi als depredadors rosegar la barrera.

### Malalties i paràsits
Bacteris infecciosos com Pseudomonas i Salmonella afecten les cries i els ous. Fongs com Penicillium infecten els nius i la cloaca de les tortugues babaues.
La malaltia fibropapilomatosi, causada per un virus del tipus herpes, pot provocar tumors interns i externs. Aquests tumors afecten comportaments essencials de l'animal i poden causar ceguesa permanent quan apareixen als ulls. Trematodes de la família Spirorchiidae habiten en els teixits del cos de la tortuga babaua, incloent-hi òrgans vitals com el cor i el cervell. La infecció per trematodes pot ser molt debilitant, i les lesions inflamatòries causades per aquests paràsits poden provocar, per exemple, endocarditis i malalties neurològiques.
El nematode Angiostoma carettae també pot afectar la tortuga babaua, causant lesions histològiques en el tracte respiratori.
Més de 100 espècies d'animals de 13 fílums, així com 37 tipus d'algues, viuen a l’esquena de la tortuga babaua. Aquests organismes paràsits augmenten la fricció amb l'aigua i no ofereixen cap benefici conegut per a la tortuga, tot i que és possible que millorin el seu camuflatge.

### Alimentació

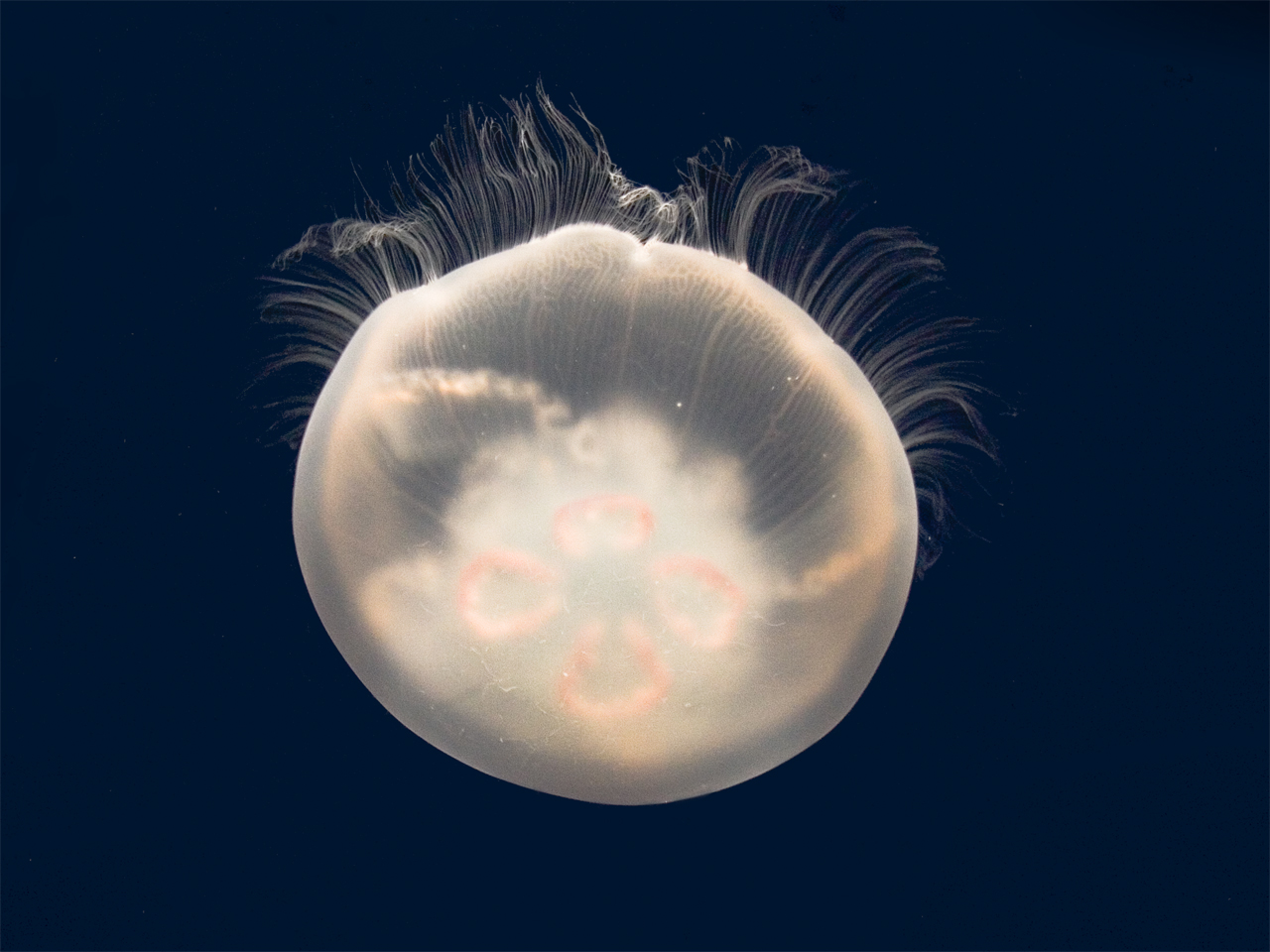
Una medusa Aurelia adulta, una de les preses de C. caretta durant la migració a través del mar obert.

La tortuga babaua és omnívora, presentant el major nombre de preses conegudes entre totes les tortugues marines. Les seves principals preses inclouen invertebrats bentònics, com gasteròpodes, bivalves i decàpodes, isòpodes i cirrípedes, esponges, coralls, pennatulacis, cucs poliquets, anemones de mar, cefalòpodes, braquiòpodes, briozous, eriçons de mar, cogombres de mar, estrelles de mar (Clypeasteroida), peixos (ous, juvenils i adults), tortugues recent nascudes (fins i tot membres de la seva pròpia espècie), però també insectes, algues i plantes vasculars.
Aquesta plasticitat pot convertir-la en un eficaç control poblacional per a espècies invasores, com es va evidenciar en un estudi que reporta la presència del gasteròpode invasor Rapana venosa en continguts estomacals de la tortuga babaua al Riu de la Plata (Uruguai).
Durant la migració a través del mar obert, s'alimenta de meduses, mol·luscs flotants, ous flotants, calamars i peixos voladors.
Les seves mandíbules són grans i poderoses, servint com una eina eficaç per al desmantellament de les seves preses. Punts de les escates que sobresurten del marge anterior de les extremitats anteriors permeten la manipulació dels aliments. Aquests punts poden ser utilitzats com a "pseudo-grapes" per esquinçar grans trossos de menjar dins la boca de la tortuga. Per consumir l’aliment esquinçat amb aquests punts, gira el coll de costat.
A la regió anterior de l'esòfag es troben papil·les cobertes de moc que apunten cap a l'interior i que filtren cossos estranys, com ara hams. La següent regió de l’esòfag no té papil·les, sinó nombrosos plecs mucosos. La velocitat de la digestió augmenta amb la temperatura.

## Cicle vital
Com altres tortugues marines, les femelles retornen a dipositar els seus ous a prop de la mateixa platja on havien desclos. Al contrari d'altres tortugues de mar, la persecució del mascle i l'aparellament usualment no tenen lloc a prop de la platja d'anidament, fent-lo al llarg de les rutes de migració entre camins d'alimentació i d'aparellament.

### Primers anys

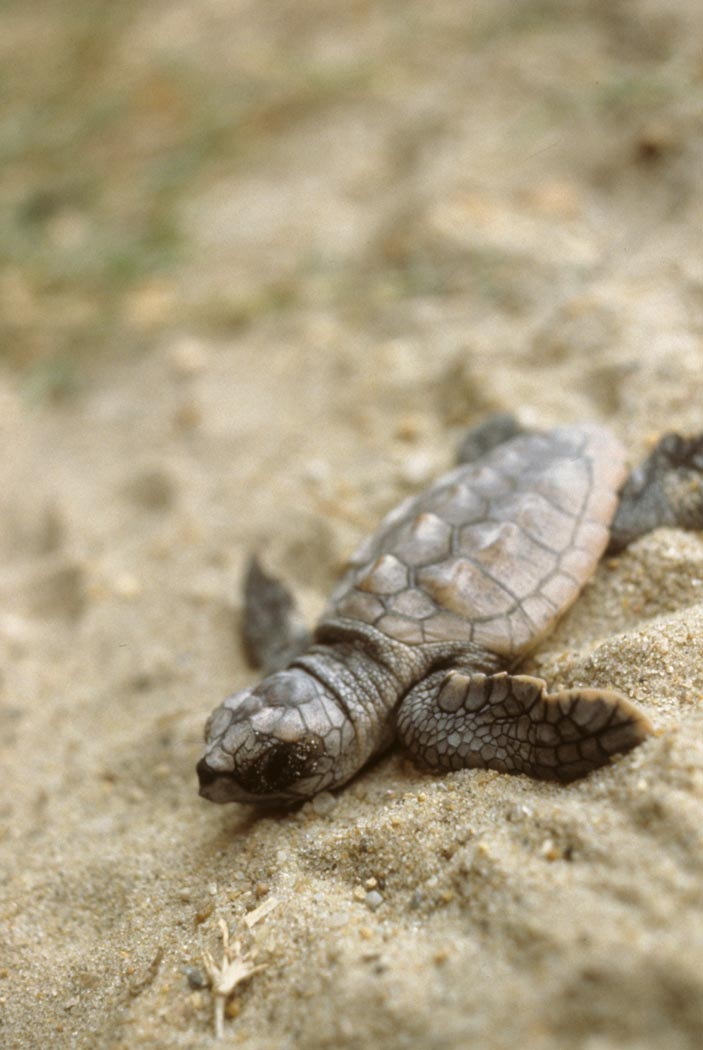
Una cria de la tortuga Caretta en el seu viatge cap al mar.

El color de les cries varia des de marró clar fins a gairebé negre, i no presenten les tonalitats grogues i vermelloses dels adults. En néixer, mesuren aproximadament 4,6 cm i pesen uns 20 g. Els ous són dipositats a la platja en una zona per sobre de la línia de marea alta, a prop de l’aigua perquè les cries puguin tornar ràpidament al mar.
El sexe de les cries es determina per la temperatura del niu subterrani. Les temperatures d'incubació generalment oscil·len entre 26 °C i 32 °C. Els ous de tortugues marines que s’incuben a una temperatura constant de 32 °C donen lloc a femelles, mentre que els incubats a 28 °C donen lloc a mascles. Una temperatura intermèdia de 30 °C produeix una proporció igual de cries mascles i femelles. Les cries que es desenvolupen al centre del niu tendeixen a ser més grans, créixer més de pressa i ser més actives durant els primers dies de vida marina.
La incubació dura aproximadament 80 dies, després dels quals les cries excaven a través de la sorra fins a la superfície. Aquest procés sol produir-se durant la nit, ja que la foscor redueix el risc de depredació i permet evitar les temperatures extremes de la superfície de la sorra durant el dia. Les cries es dirigeixen cap a l’oceà, orientant-se cap a l’horitzó més brillant creat pel reflex de les estrelles i la lluna sobre la superfície de l’aigua.
Les neonates poden perdre fins a un 20 % de la seva massa corporal a causa de l’evaporació de l’aigua durant el trajecte del niu al mar.Un cop arriben a l’aigua, utilitzen la ressaca de les onades per avançar cinc a deu metres des de la riba. Un cop en mar obert, neden durant unes 20 hores per allunyar-se de la costa. Un compost de ferro (magnetita) al cervell els permet percebre el camp magnètic de la Terra per navegar.
Moltes cries utilitzen les capes d’algues Sargassum a l’oceà obert com a protecció fins que arriben a una longitud aproximada de 45 cm. Habiten en aquest ambient pelàgic fins a l’edat juvenil, i després migren cap a aigües més properes a la costa. Només una de cada mil arribarà a l’edat adulta.

### Maduració

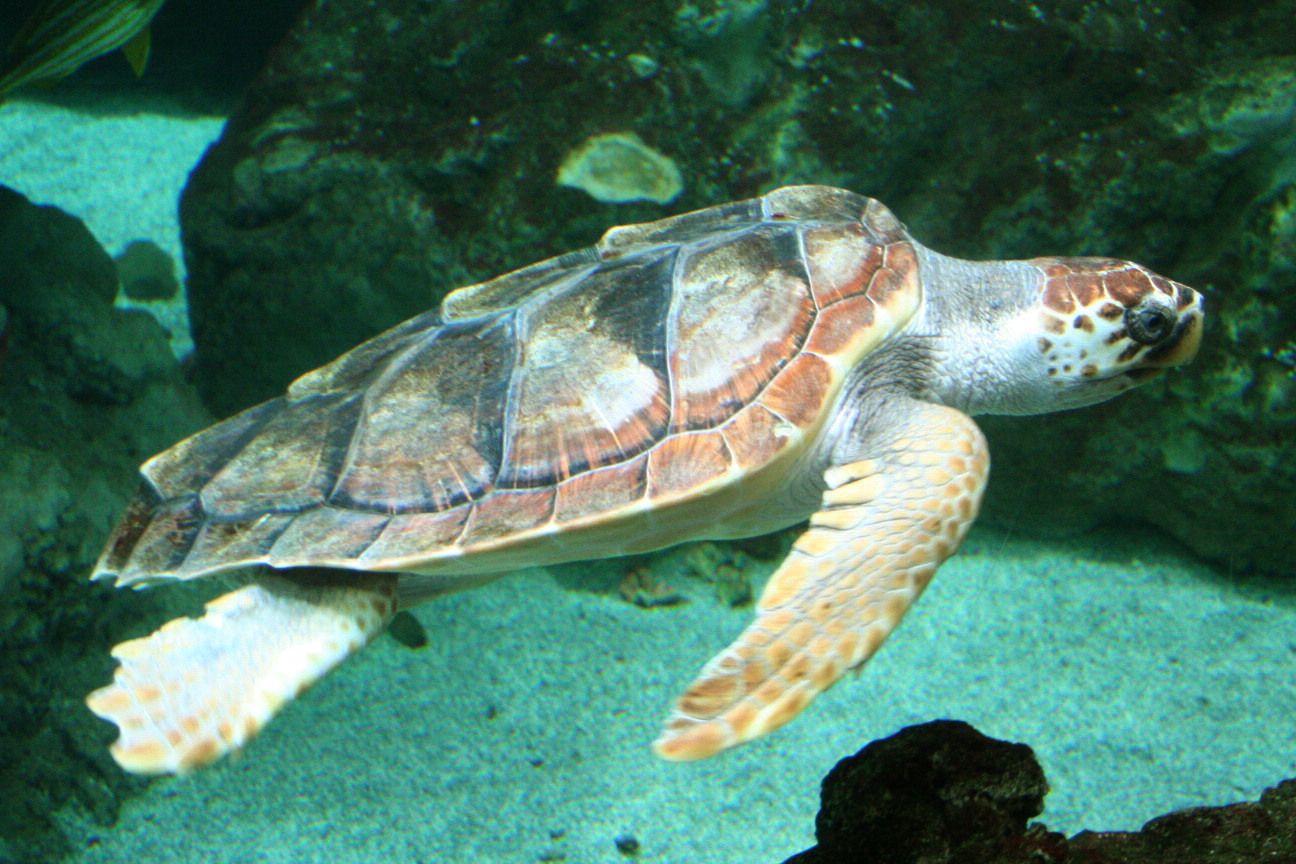
Una tortuga babaua adulta.

Quan les aigües de l’oceà es refreden, les tortugues babaues han de migrar cap a zones més càlides. També poden hibernar fins a cert punt; durant els mesos més freds, poden submergir-se fins a set hores seguides, emergint només durant set minuts per respirar. Encara que les tortugues d’aigua dolça les superen en aquest aspecte, aquestes són algunes de les immersions més llargues registrades per qualsevol vertebrat marí que respira aire. Durant la seva migració estacional, els juvenils tenen la capacitat de navegar utilitzant pistes magnètiques i visuals. Quan ambdues estan disponibles, les fan servir en combinació, i si una no està disponible, l’altra és suficient. Durant la migració, les tortugues neden a una velocitat d’aproximadament 1,6 km per hora.
Com totes les tortugues marines, la tortuga babaua es prepara per a la reproducció a la seva zona d’alimentació. Això passa diversos anys abans que migri a una zona d’aparellament. Al sud-est dels Estats Units i a Austràlia, les femelles es reprodueixen per primera vegada entre els 28 i 33 anys; a Sud-àfrica, això succeeix entre els 17 i 30 anys. No es coneix l’edat de la primera reproducció a la Mediterrània, Oman, el Japó i el Brasil.
Les tortugues babaues que nidifiquen tenen una longitud recta del caparrot de 70-109 cm. A causa de l’amplitud d’aquest interval, la longitud del caparrot no és un indicador fiable de la maduresa sexual. La seva esperança de vida màxima en el seu hàbitat natural és d’aproximadament 47-67 anys.
A la resta del món els nius solen dipositar-se en climes tropicals i subtropicals. Els llocs d'implantació preferits solen ser Brasil i Florida (Estats Units), i rares vegades a Austràlia. Normalment, ponen a l'estiu depenent de l'hemisferi. Per niar les femelles migren grans distàncies des de les zones d'alimentació.
Pot produir híbrids amb la tortuga carei (Eretmochelys imbricata) i la tortuga bastarda (Lepidochelys kempii).

### Reproducció

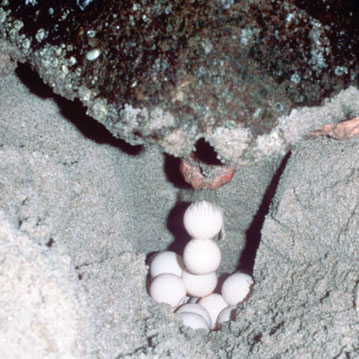
Una tortuga desovant

Les femelles es reprodueixen per primera vegada entre els 17 i 33 anys, i el seu període d’aparellament dura fins a sis setmanes.  Encara que el comportament de festeig no ha estat examinat a fons, el dels mascles inclou cops de musell, mossegades i moviments del cap i de les aletes. Els estudis suggereixen que les femelles produeixen feromones cloacals per indicar la seva capacitat reproductiva.
Abans de l’aparellament, el mascle s’acosta a la femella, que sol resistir els seus primers intents de muntar-la. A continuació, el mascle i la femella comencen a girar l’un al voltant de l’altre. Si el mascle té competidors, la femella pot permetre que els mascles lluitin entre ells. El guanyador munta la femella, procés durant el qual les urpes corbades del mascle solen danyar la superfície de les espatlles del seu caparrot. Mentre intenta copular, els competidors tendeixen a mossegar el mascle, ferint-li les aletes i la cua, de vegades fins a exposar els ossos. Aquestes lesions poden obligar el mascle a desmuntar-se i poden requerir setmanes per curar-se.
Durant el període de nidificació, les femelles produeixen una mitjana de 3,9 postes d’ous, i després passen per un període de quiescència en què no produeixen ous durant dos o tres anys. A diferència d'altres tortugues marines, el festeig i l’aparellament no solen tenir lloc a prop de la platja de nidificació, sinó més aviat al llarg de les rutes migratòries entre les zones d’alimentació i de reproducció. Evidències recents suggereixen que l’ovulació de les femelles és induïda per l’aparellament. Mitjançant l’acte d’aparellament, la femella ovula i els ous són fecundats pel mascle. Aquest és un fenomen molt especial, ja que l’ovulació induïda per l’aparellament és rara fora dels mamífers. A la Mediterrània, el període d’aparellament té lloc des de finals de març fins a principis de juny. La temporada de desovar és als mesos de juny i juliol, però pot variar segons la platja de nidificació.
La tortuga babaua pot tenir paternitat múltiple. La femella té la capacitat d’emmagatzemar l’esperma de diversos mascles als seus oviductes fins a l’ovulació. Cada posta pot tenir fins a cinc pares diferents, cadascun contribuint esperma a una part de la posta. La mida de la femella té una correlació positiva amb la paternitat múltiple. Hi ha dues hipòtesis per explicar aquesta correlació. Una postula que els mascles prefereixen femelles grans perquè perceben que tenen una major fecunditat. L’altra sosté que les femelles més grans són capaces de nedar més ràpidament fins a les zones de reproducció i, per tant, tenen períodes d’aparellament més llargs.

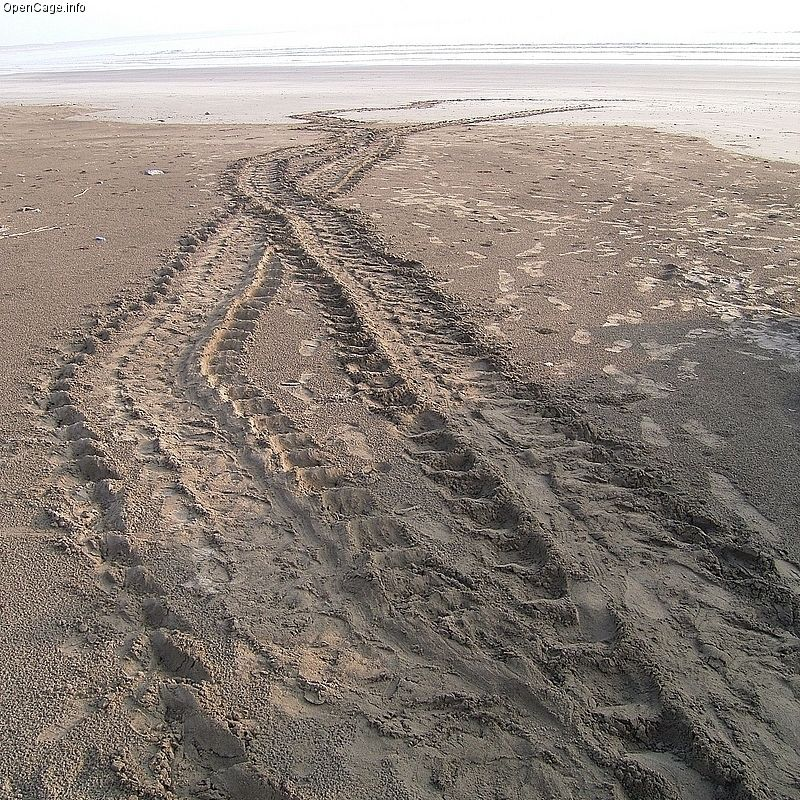
Empremtes de tortuga babaua.

Totes les tortugues marines són similars en el seu comportament bàsic de nidificació. Durant la temporada de desovat, la femella torna a la platja on va néixer per pondre ous a intervals de 12-17 dies. Surt de l’aigua, puja a la platja i raspa la superfície de la sorra per formar un forat on càpiga el seu cos. Amb les potes posteriors, excava un forat on diposita els ous. Després cobreix la cambra d’ous i el forat amb sorra, i finalment torna al mar. Aquest procés dura entre una i dues hores i es produeix a les zones de sorra obertes o a la part superior de les dunes de sorra.
La selecció de la zona de nidificació és important, ja que influeix en els resultats de la posta, com ara la condició física de les cries, la proporció de cries que aconsegueixen emergir de la sorra i la vulnerabilitat davant els depredadors de nius. La tortuga babaua té una mitjana de 70 ous per posta.

## Conservació
Moltes activitats humanes tenen efectes negatius sobre les poblacions de tortugues babaues. El temps prolongat necessari per assolir la maduresa sexual i les altes taxes de mortalitat dels ous, neonats i juvenils a causa dels depredadors i els fenòmens naturals agreugen el problema de la reducció de la població com a conseqüència de les activitats humanes. Això provoca que actualment, aquesta espècie es troba en perill d'extinció; ha estat caçada durant segles per la seva carn i la seva closca i els seus ous han estat sostrets de les platges per ser venuts pel consum humà. Actualment, són molestades pel turisme no organitzat i per les urbanitzacions costaneres. A Florida estan morint per la contaminació d'algunes badies o zones de l'oceà. Al Mediterrani es troba en perill d'extinció per culpa de la destrucció de les platges verges, la pesca accidental i la contaminació de l'aigua del mar, com ara les bosses de plàstic que la tortuga confon amb la seva presa preferida, la medusa, i que li causa la mort per asfíxia.
La tortuga careta també és molt vulnerable als danys causats pel canvi climàtic. L'increment del nivell del mar associat al canvi climàtic pot provocar la degradació del seu hàbitat, destruint els seus llocs de nidificació. A més, com en altres rèptils, la temperatura d'incubació influeix en el sexe de les cries. Un augment de la temperatura per l'escalfament global pot causar que predominantment neixin femelles, provocant un dèficit de mascles.

### Amenaces

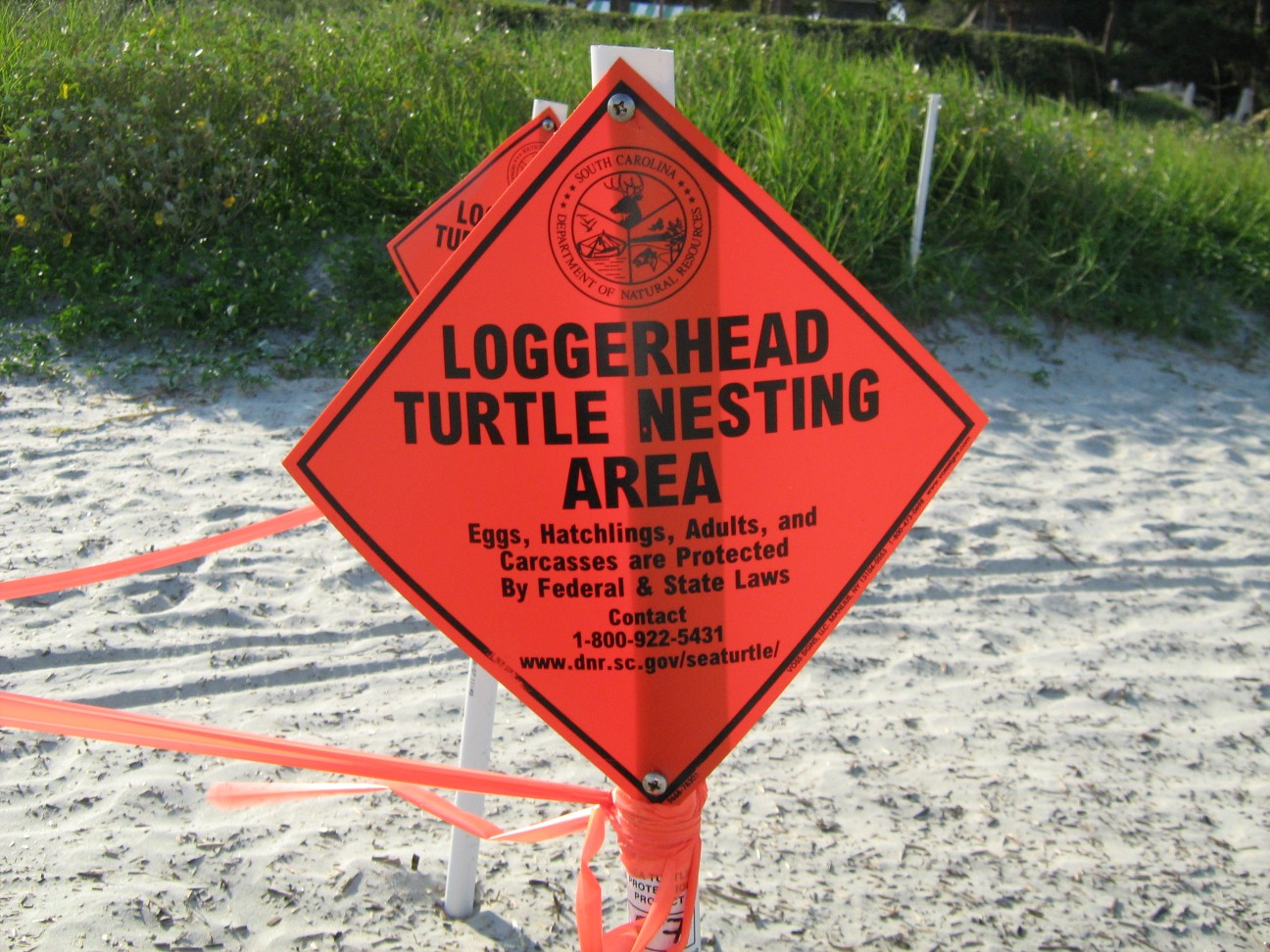
Niu de tortuga babaua, acordonat com a part d’un projecte de conservació a Hilton Head Island.

Les tortugues babaues van ser intensament caçades per la seva carn i els seus ous. Tot i que la caça ha disminuït gràcies a la legislació internacional que les protegeix, encara es consumeixen ous i carn de tortuga als països on les lleis no s’apliquen estrictament. A Mèxic, per exemple, els ous de tortuga són un plat comú, i els habitants afirmen que tenen propietats afrodisíaques. El consum d’ous o carn de tortuga pot causar malalties greus a causa dels bacteris nocius que contenen, com Pseudomonas aeruginosa i Serratia marcescens, així com pels alts nivells de metalls pesants acumulats per bioacumulació.
La costa occidental dels Estats Units forma part d’un corredor migratori crític per a les tortugues babaues del Pacífic, que travessen aquest oceà des de les zones de nidificació al Japó fins a la costa de Califòrnia. Mitjançant estudis de telemetria, s’han descobert importants hàbitats d’alimentació per als exemplars juvenils situats al centre del Pacífic Nord. Aquests hàbitats se superposen amb les zones de pesca a gran escala –anteriorment amb xarxes de deriva i actualment amb la pesca de palangre–, fet que resulta en alts nivells de captura accidental de tortugues babaues. Moltes tortugues juvenils es concentren a les costes de Baixa Califòrnia Sud, a Mèxic, on la pesca costanera a petita escala augmenta el risc de mortalitat; els pescadors han confirmat la captura accidental de desenes de tortugues babaues al dia per embarcació amb arts de pesca de fons. La modalitat de pesca comercial que més captura accidental provoca és la que utilitza xarxes d’arrossegament en la pesca de la gamba al golf de Califòrnia. Es calcula que l’any 2000, entre 2.600 i 6.000 tortugues babaues van morir a causa de l’ús del palangre pelàgic al Pacífic.

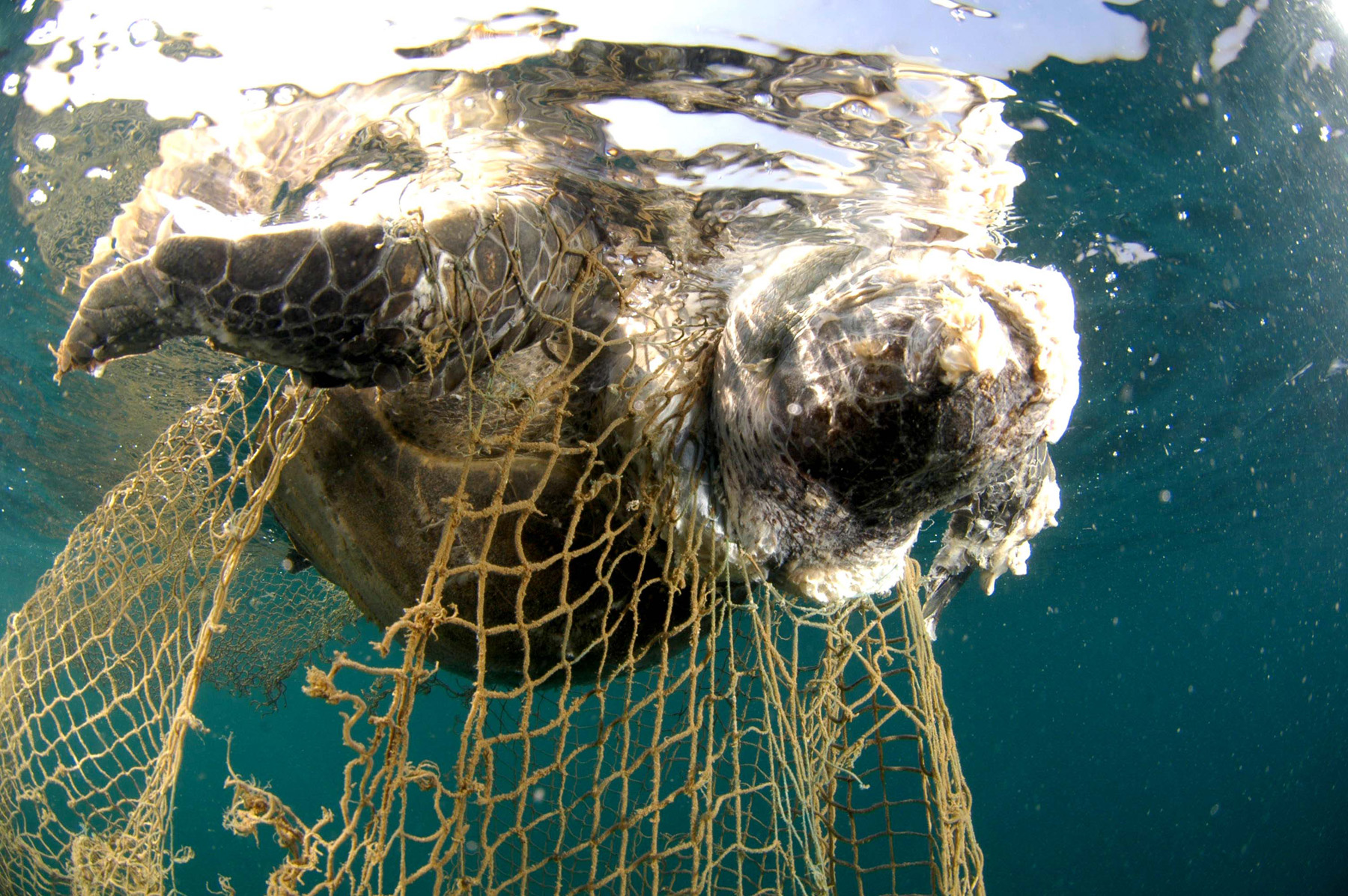
Tortuga marina ofegada després d’embolicar-se en una xarxa de pesca.

A mar obert, els estris de pesca són la principal amenaça per a les tortugues babaues. Sovint queden atrapades en palangres o xarxes de pesca. Segons un informe del 2009 del Servei de Pesca dels Estats Units, la principal amenaça per a les tortugues al Pacífic Nord és l’ofegament provocat per l’embolcallament amb xarxes i palangres. També queden atrapades en trampes, nanses, xarxes d’arrossegament i són víctimes de dragues. Quan queden atrapades en aquests estris no vigilats, poden patir lesions greus o morir ofegades. La implementació de dispositius excloents de tortugues a les xarxes i altres estris de pesca pot reduir-ne la captura accidental.
Cada any es llencen prop de 24.000 tones mètriques de plàstic a l’oceà. Les tortugues ingereixen una gran varietat d’aquests residus flotants, com ara bosses, làmines, grànuls, globus i línies de pesca abandonades.
Poden confondre el plàstic amb meduses flotants, un aliment comú per a elles. La ingestió de plàstics provoca nombrosos problemes de salut, com obstrucció intestinal, reducció de la capacitat d’absorció de nutrients i desnutrició, asfíxia, úlceres i, fins i tot, inanició. A més, els plàstics alliberen compostos tòxics, com bifenils policlorats, que poden acumular-se en els teixits interns i afectar els ous. Aquestes toxines poden provocar l’aprimament de les closques dels ous, danys als teixits o alteracions en el comportament natural.
La llum artificial interfereix en la nidificació i en la capacitat dels nounats de trobar el mar. Les femelles prefereixen pondre els ous en platges sense contaminació lumínica. A les platges urbanitzades, els nius solen situar-se a prop d’edificis alts, possiblement perquè bloquegen les fonts de llum artificial En condicions normals, les cries són atretes pel reflex de la llum de les estrelles i la lluna sobre la superfície del mar. No obstant això, la il·luminació artificial pot desorientar-les, fent que es dirigeixin terra endins, on corren el risc de deshidratació i depredació a mesura que surt el sol. Cada any, la il·luminació artificial provoca la mort de desenes de milers de cries de tortuga.
La destrucció de l’hàbitat per l’activitat humana és una altra amenaça per a les tortugues marines. En condicions naturals òptimes, les platges de nidificació són àrees de sorra oberta que s’estenen més enllà de la línia de marea alta. Tanmateix, en les platges urbanitzades, els edificis situats per sobre d’aquesta línia impedeixen l’accés a zones de posta adequades, obligant les tortugues a pondre els ous més a prop de l’aigua. L’urbanització sovint condueix a la sedimentació de les platges, disminuint-ne la viabilitat per a la nidificació. La construcció de molls i ports esportius pot destruir els hàbitats costaners. A més, el trànsit marítim i el dragatge poden degradar l’ecosistema i causar ferides greus o la mort de tortugues en cas de col·lisió amb embarcacions.
Les variacions anuals de temperatura poden afectar la proporció de sexes dels nounats, ja que la temperatura del niu determina si neixen mascles o femelles. Les temperatures elevades afavoreixen el naixement de femelles. Per exemple, en zones de nidificació exposades a temperatures inusualment càlides durant tres anys, la proporció de femelles ha estat d’un 87-99%. Aquest fenomen genera preocupació per l’efecte del canvi climàtic en el risc d’extinció de la població de tortugues babaues.
A més, la construcció d’edificis alts prop de les platges pot reduir l’exposició solar a la sorra, fet que disminueix la temperatura mitjana i pot alterar la proporció de sexes, fent que neixin més mascles

### Activitats de conservació

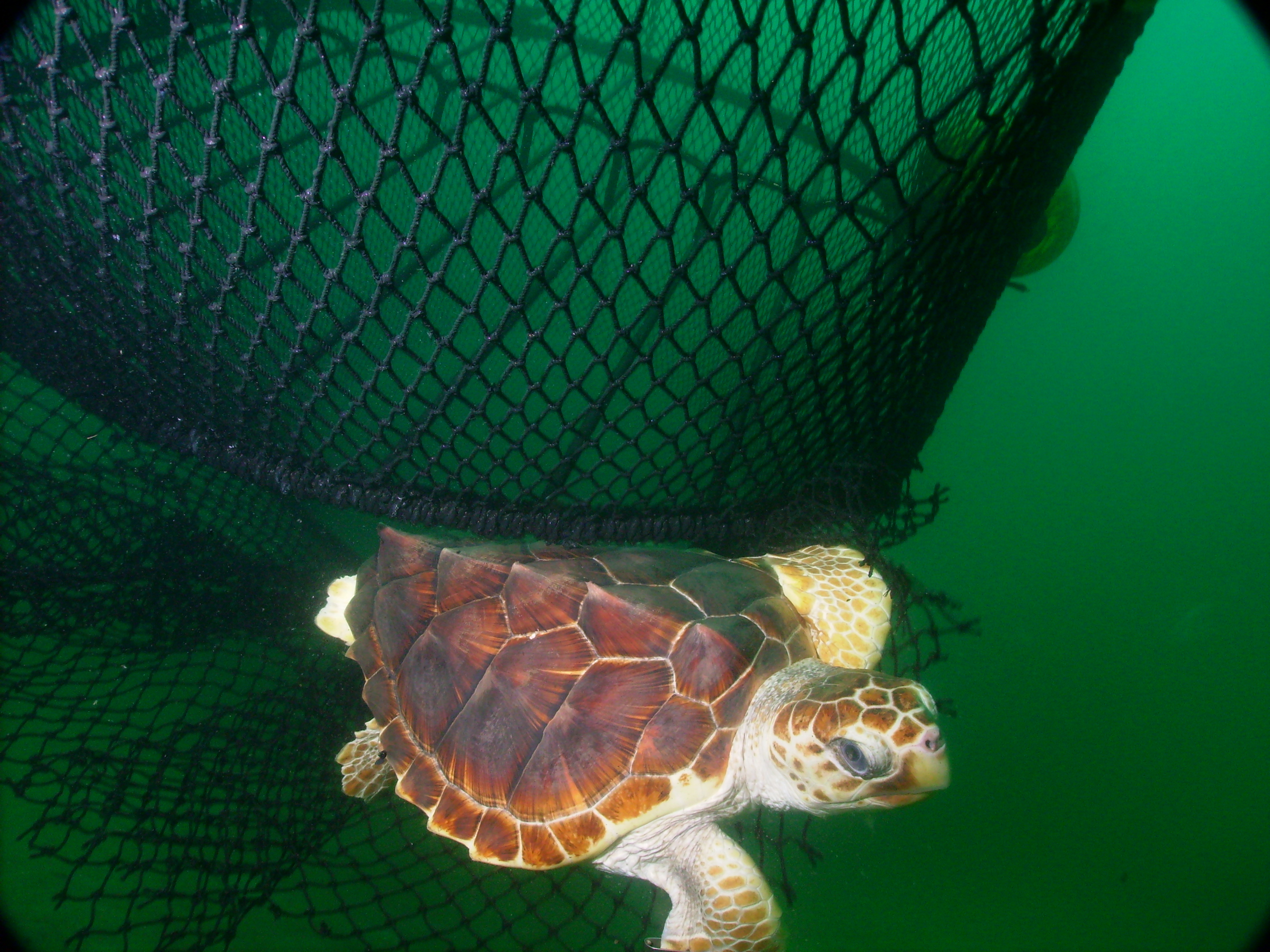
Una tortuga babaua que escapa d’una xarxa de pesca a través d’un dispositiu excloent de tortugues.

Atès que la tortuga babaua té una àrea de distribució molt extensa, la seva conservació requereix un esforç de cooperació internacional.
La tortuga babaua està classificada com a espècie vulnerable per la Unió Internacional per a la Conservació de la Natura (UICN) i està inclosa a l’Apèndix I de la Convenció sobre el Comerç Internacional d’Espècies Amenaçades (CITES), fet que fa il·lícit el seu comerç internacional. Als Estats Units, el Servei de Pesca i Vida Silvestre i el Servei Nacional de Pesca Marina la classifiquen com a espècie amenaçada en el marc del Tractat d’espècies amenaçades. A Austràlia, és considerada una espècie en perill d’extinció segons el Environment Protection and Biodiversity Conservation Act 1999(Tractat de Protecció del Medi Ambient i Conservació de la Biodiversitat de 1999) i el Nature Conservation Act 1992(Tractat de Conservació de la Natura de 1992) de Queensland. La Convenció sobre la Conservació de les Espècies Migratòries d’Animals Salvatges també s’aplica a la conservació de la tortuga babaua a la costa atlàntica d’Àfrica, així com a l’oceà Índic i el sud-est asiàtic. Al Japó, l’Associació de Tortugues Marines del Japó treballa per a la seva conservació, mentre que a Grècia ho fa la Societat per a la Protecció de la Tortuga Marina (ARCHELON). A l’illa de Zakynthos, les autoritats gregues no permeten que els avions enlairin o aterrin durant la nit per protegir les tortugues que hi fan niu. La Fundació de Recerca Marina treballa per a la seva conservació a Oman. També està protegida per l’Annex 2 del Protocol relatiu a les Àrees i Vida Silvestre Especialment Protegides del Conveni de Cartagena, que tracta sobre la contaminació que pot perjudicar els ecosistemes marins.
Organitzacions de conservació d’arreu del món han treballat conjuntament amb la indústria de la pesca d’arrossegament per desenvolupar dispositius excloents de tortugues (DET) per evitar la captura accidental de tortugues marines, fins i tot les més grans. L’ús d’aquests dispositius és obligatori per a totes les embarcacions que pesquen gambes.
Durant la temporada de nidificació, treballadors i voluntaris d’organitzacions de conservació vigilen la costa per identificar els nius de tortugues, i els investigadors científics també surten a la nit a la recerca de femelles nidificants per marcar-les, així com per recollir percebes i mostres de teixit. Els voluntaris poden, en determinades condicions, reubicar els nius per protegir els ous contra amenaces com les marees altes de primavera i els depredadors, i vigilen els nius diàriament per detectar alteracions. Després de l’eclosió dels ous, els voluntaris obren el niu per comptar els ous no eclosionats i les cries mortes. Les cries vives restants són alliberades o traslladades a instal·lacions de recerca. Normalment, les cries que no tenen prou vitalitat per trencar la closca i emergir a la superfície acaben morint.
Els nounats utilitzen el trajecte del niu fins al mar per desenvolupar força per a la natació posterior, i aquest trajecte és un exercici físic important que augmenta les seves possibilitats de supervivència.
Als Estats Units, la tortuga babaua ha estat declarada rèptil oficial de l’estat de Carolina del Sud i també rèptil oficial d’aigua salada de l’estat de Florida.

#### A Catalunya
Com tots els rèptils autòctons de Catalunya, és una espècie protegida per la Llei 3/1988, de 4 de març, de protecció dels animals (DOGC número 967, del 18 de març del 1988).

## Galeria d'imatges

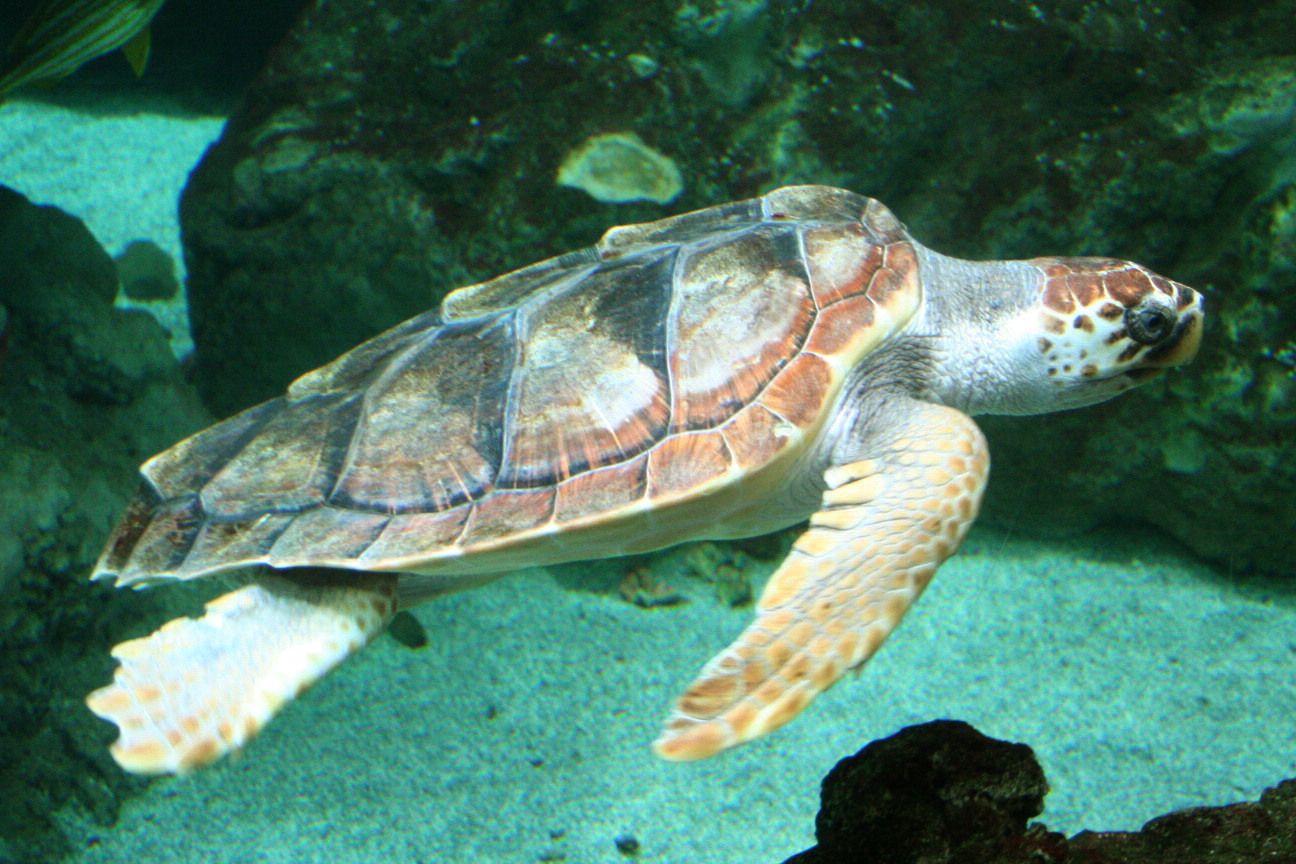
Exemplar d'Océanopolis (Brest, Bretanya)
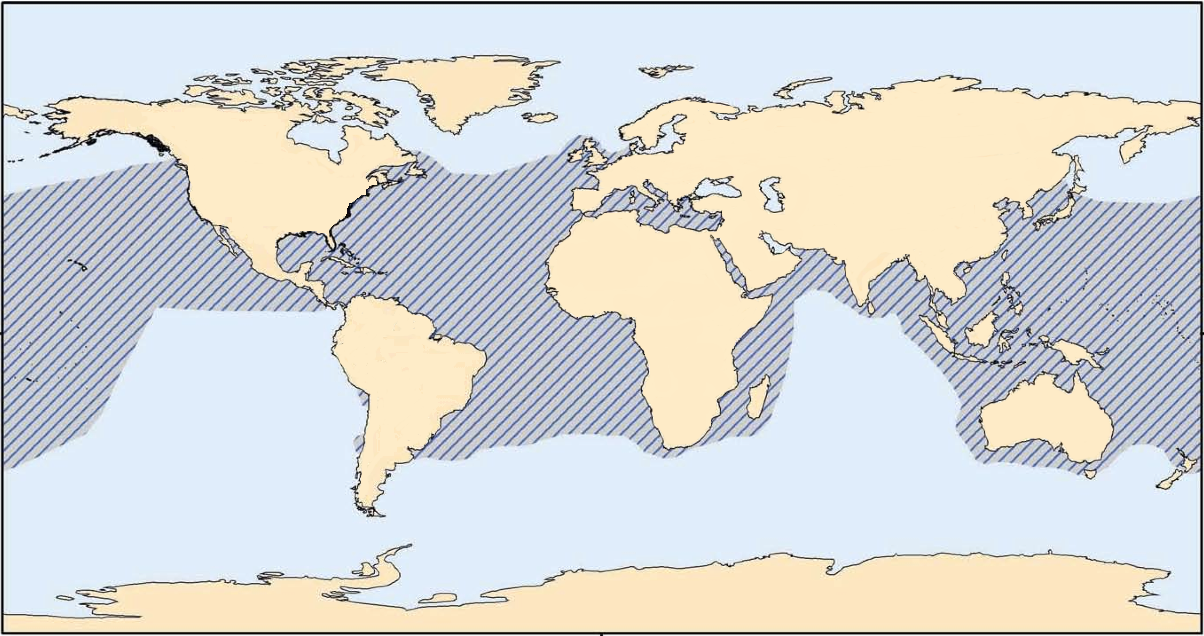
El mapa de distribució de la tortuga careta cobreix l'Atlàntic, el Pacífic, l'oceà Índic i el Mediterrani
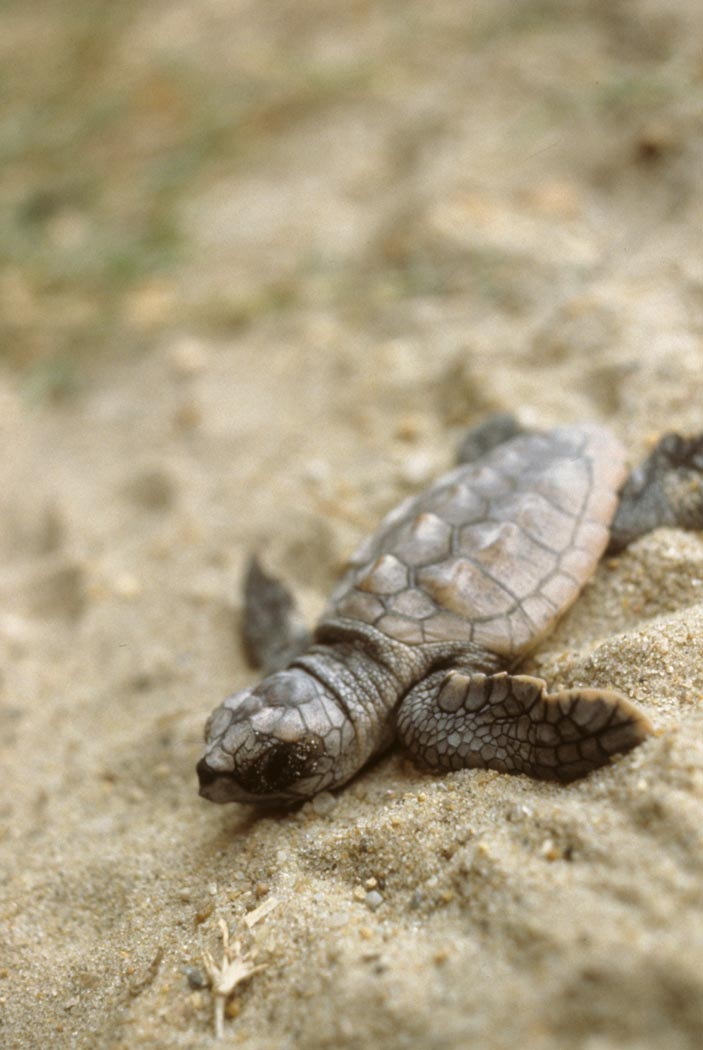
Cria de tortuga careta
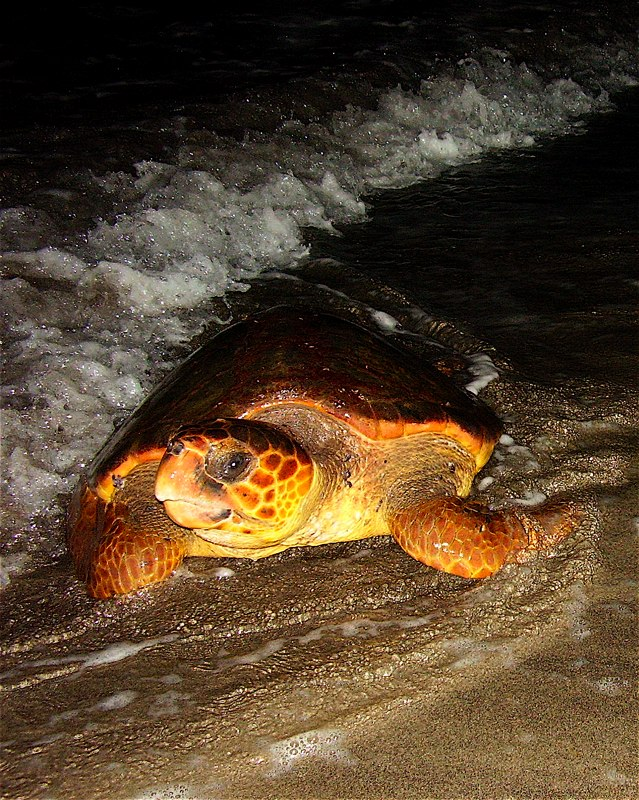
Tortuga careta
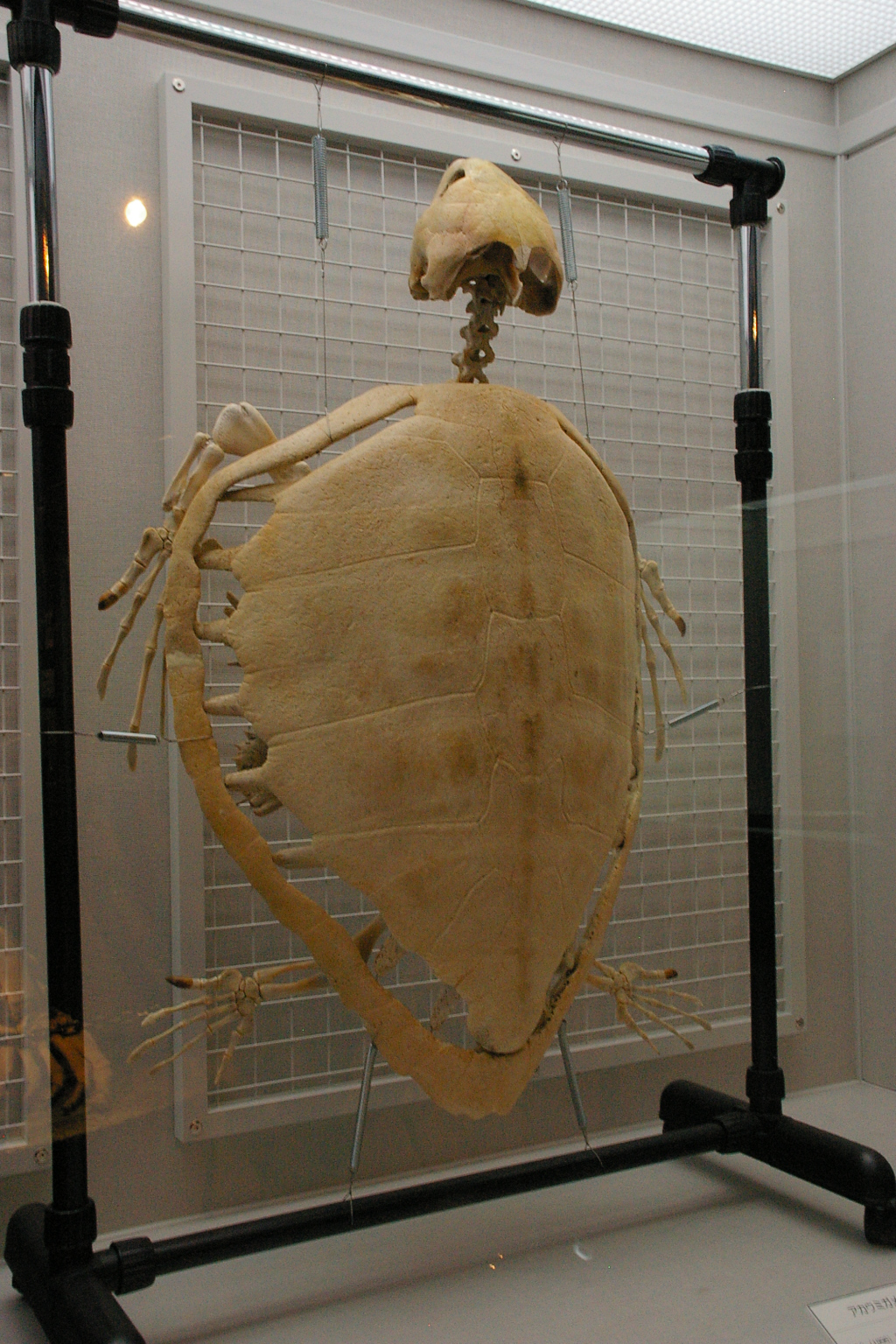
Esquelet
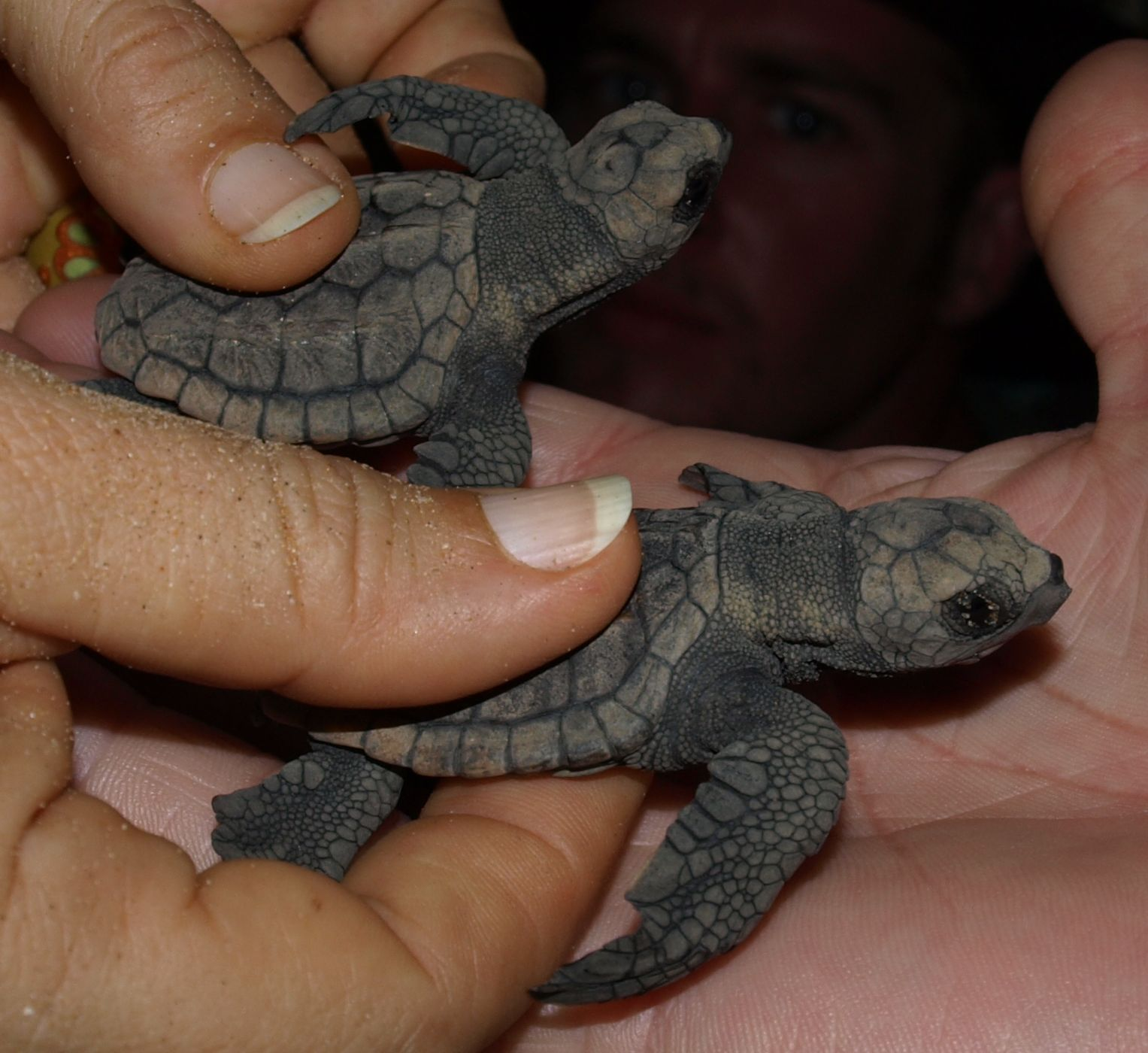
Cries
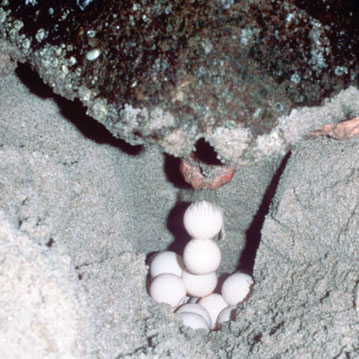
Posta d'ous
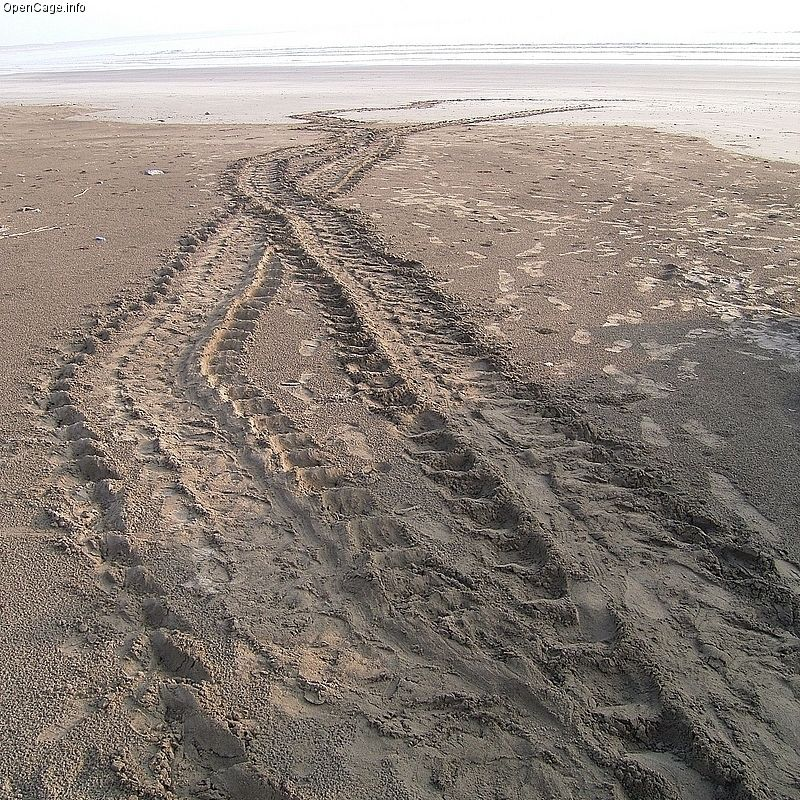
Petjades
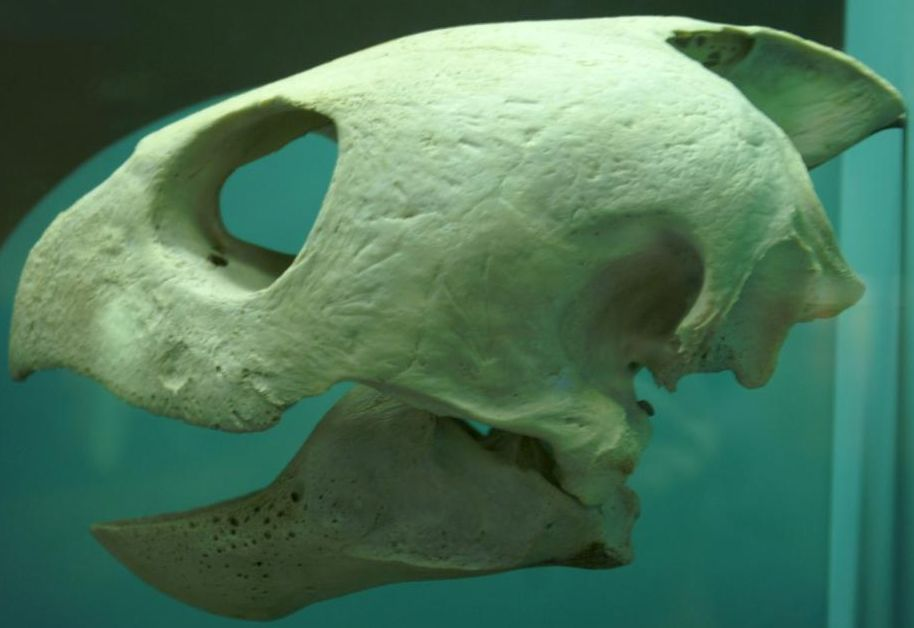
Crani